# Historia de la filosofía francesa
La Historia de la filosofía francesa designa la evolución de las ideas relacionadas con las instituciones francesas, de la filosofía en lengua francesa o de la disciplina científica que los toma por objeto. En efecto, la filosofía francesa va a experimentar un impulso especial en tres momentos:
- 1º) desde el siglo XII, con el esbozo de una entidad nacional francesa, pero la filosofía es entonces en gran parte asociada a la teología y a la lengua latina en un marco clerical (filosofía medieval);
- 2º) siglos XVI y XVII, con la aparición de una literatura en lengua vernácula en un marco renacentista (filosofía moderna). Contra lo que podría imaginarse, esta filosofía tiene mucho que ver también con la metafísica y la teología. Por ejemplo, Descartes inventa una de las pruebas de la existencia de Dios.
- 3º) en el siglo XIX, con la aparición de la historia de la filosofía como disciplina académica en un marco estático (filosofía contemporánea).

## La filosofía francesa medieval
Pedro Abelardo (en francés: Pierre Abélard; Le Pallet, 1079 - Chalon-sur-Saône, 1142) fue un filósofo, teólogo y lógico escolástico. La historia de su romance de Eloísa se ha vuelto legendaria. El Chambers Biographical Dictionary lo describe como «el pensador más agudo y el teólogo más audaz del siglo xii». La importancia de Abelardo radica en haber fijado antes que nadie la manera escolástica de filosofar, con el objeto de dar una expresión formalmente racional a la doctrina eclesiástica recibida. Sin embargo, sus intérpretes fueron abundando en el mismo espíritu o esquema general de pensamiento elaborado con posterioridad al siglo xiii, con la aprobación o aquiescencia de la Iglesia católica.
Abelardo ayudó a establecer el predominio de la autoridad filosófica de Aristóteles, figura que se asentó firmemente medio siglo después de su muerte. A partir de ese momento, el Órganon completo y, gradualmente, todas las demás obras del pensador griego empezaron a estar disponibles en las escuelas. Con anterioridad a Abelardo, la autoridad de Platón fue la base del realismo imperante. En cuanto a su llamado «conceptualismo» y su actitud ante la cuestión de los Universales, véase la escolástica.
Fuera de su dialéctica, fue en la ética donde Abelardo mostró mayor actividad de pensamiento. Hizo especial hincapié en la intención subjetiva como determinante, si no el carácter moral, al menos el valor moral de la acción humana. Su pensamiento en esta dirección anticipa en cierta manera la especulación moderna, y es tanto más notable por cuanto sus sucesores escolásticos lograron menos en el campo de la moral, y apenas se aventuraron a someter los principios y reglas de conducta a una discusión filosófica pura, incluso después de llegar a conocer plenamente las grandes investigaciones éticas de Aristóteles.
El papa Inocencio III aceptó la doctrina del limbo, de Abelardo, que enmendó la doctrina del pecado original, de Agustín de Hipona. El Vaticano aceptó la opinión de que los bebés no bautizados no iban, como se decía al principio, directamente al infierno, sino a una zona especial del limbo: el «limbus infantium». Por lo tanto, no sentirían dolor, pero tampoco felicidad sobrenatural (solo natural), porque —se sostenía— no serían capaces de ver a la deidad que los creó.

## La filosofía francesa moderna
Podría decirse que la filosofía moderna en lengua francesa nace, primero, con los Essais de Michel de Montaigne y, en puridad, con la obra de René Descartes, fundamentalmente con su obra magna El discurso del método. Victor Cousin dice al principio de su curso sobre la historia de la filosofía del siglo xix: 

Ce n'est pas le patriotisme, c'est le sentiment profond de la vérité et de la justice qui nous a fait placer toute la philosophie, aujourd'hui répandue dans le monde, sous le nom de Descartes. Oui, la philosophie moderne tout entière est l'œuvre de ce grand homme : car elle lui doit l'esprit qui l'anime et la méthode qui fait sa puissance.
No es el patriotismo, es el sentimiento profundo de la verdad y de la justicia que nos ha hecho situar toda la filosofía, hoy día difundida  en el mundo, sobre el nombre de Descartes. Sí, toda la filosofía moderna es la obra de este gran hombre: porque ella le debe el espíritu que la anima y el método que hace su poder.

 Tras el final de la escolástica medieval, el «osado sentido común» de Descartes lleva a la filosofía a ser tratada como una ciencia humana, al igual que la astronomía, la fisiología o la medicina, sometida a incertidumbres y capaz a su vez de progresar. Descartes abunda en el escepticismo, pero animado por la pasión de la verdad. Somete todas sus ideas al principio del libre examen, con el fin de no admitir salvo la evidencia. Se percibe, pues, que la existencia de su pensamiento no puede ser puesta en duda y funda su doctrina sobre esta verdad. El estudio del pensamiento y del espíritu que es el principio general y el método de la filosofía moderna.

## La filosofía francesa contemporánea
Durante el siglo XIX, los nombres más destacados son los de Auguste Comte, introductor del positivismo, y el de Pierre-Joseph Proudhon, introductor del anarquismo en el pensamiento político.

Las meninas, de Diego Velázquez (1657).

A principios del siglo XX, la filosofía francesa está marcada, por un lado, por Henri Bergson, que pone causa al neokantismo; y, por otro lado, por una corriente epistemológica, con Pierre Duhem o Alexandre Koyré, que se acerca a la filosofía de las matemáticas. Esta tradición será seguida por Gaston Bachelard y Jean Cavaillès, fusilado en 1943. La Revista de metafísica y de moral, creada en 1895 en reacción al positivismo y al misticismo, se convertirá en una institución de la filosofía francesa, proporcionando una contrapunto a la Revista filosófica de Francia y del extranjero, fundada en 1876.
Durante el período de entreguerras, Emmanuel Mounier y su revista Esprit, y Jacques Maritain renuevan en profundidad el pensamiento católico, orientándolo hacia una crítica del individualismo liberal y del colectivismo marxista, y permitiendo la unión de catolicismo y democracia. Es también la época de Georges Bataille, que denuncia de manera certera la apropiación que hace el fascismo de un pilar de la filosofía europea como es Friedrich Nietzsche. Lo hace en la revista Acéphale, publicación en la que colabora Roger Caillois o Pierre Klossowski, y que dedicará uno sus números al pensamiento de Nietzsche o Jean Wahl. En 1946, Bataille fundará la revista Critique.
Tras la Segunda Guerra Mundial, el escenario filosófico francés estará marcado de manera absoluta por el existencialismo de Jean-Paul Sartre, influido especialmente por Maurice Merleau-Ponty y por la fenomenología. Con Raymond Aron, figura del intelectual de derechas, fundan la revista Les Temps Modernes. Sartre y Albert Camus contribuyen a dar una orientación literaria a la filosofía.
Con el marxismo, las dos corrientes dominan en ese momento la escena francesa, hasta la llegada del estructuralismo, representado por Claude Lévi-Strauss o Louis Althusser. Es también la época de la publicación de Descartes: el orden de las razones (1953), de Martial Gueroult, que debate con Ferdinand Alquié; dos profesores de la Sorbona que influirán decididamente en sus seguidores.
La tradición epistemológica continuará con pensadores como Georges Canguilhem, que publica El conocimiento de la vida en 1952.
La fenomenología y el marxismo continúan también alimentando la reflexión en la década de 1960, con pensadores como Paul Ricoeur, Emmanuel Lévinas o Jean-Luc Marion, en el lado de la fenomenología; mientras que Althusser —y otros— intentan repensar el marxismo con sus alumnos de la Escuela Normal Superior (Étienne Balibar, Jacques Rancière...).
En la década siguiente, 1970, la crítica de estas dos corrientes proporciona la base del «posestructuralismo», que reúne a pensadores heterogéneos reunidos bajo la apelación de estructuralismo. Michel Foucault, Jacques Derrida, Gilles Deleuze, Roland Barthes, Jean Baudrillard, Gérard Granel, son los representantes más emblemáticos de una escuela que los estadounidenses bautizan con el nombre de «French theory», pero que no tienen verdaderamente nada en común salvo su experiencia generacional, la de mayo de 1968.
Por último, la filosofía analítica hace su aparición, de la mano de Jacques Bouveresse o Vincent Descombes.
En una posición independiente, con obras como La esencia de la manifestación (1963) o Palabras de Cristo (2002), el pensamiento de Michel Henry busca el reencuentro con la fenomenología y se asienta como uno de los pensadores más importantes del siglo XX.